# Congregación de María Reina Inmaculada

La Congregación de María Reina Inmaculada (CMRI; en latín: Congregatio Mariae Reginae Inmaculada) es una congregación religiosa sedevacantista tradicionalista católica, que rechaza la autoridad de los papas recientes a partir de Juan XXIII, incluyendo a León XIV, y se dedica a promover el mensaje de Nuestra Señora de Fátima y la devoción a la Virgen María, de acuerdo con las enseñanzas de San Luis María Grignion de Montfort, a quien consideran como su fundador espiritual. Con los años, la congregación también se ha conocido como los Cruzados de Fátima y los Oblatos de María Reina Inmaculada del Universo.

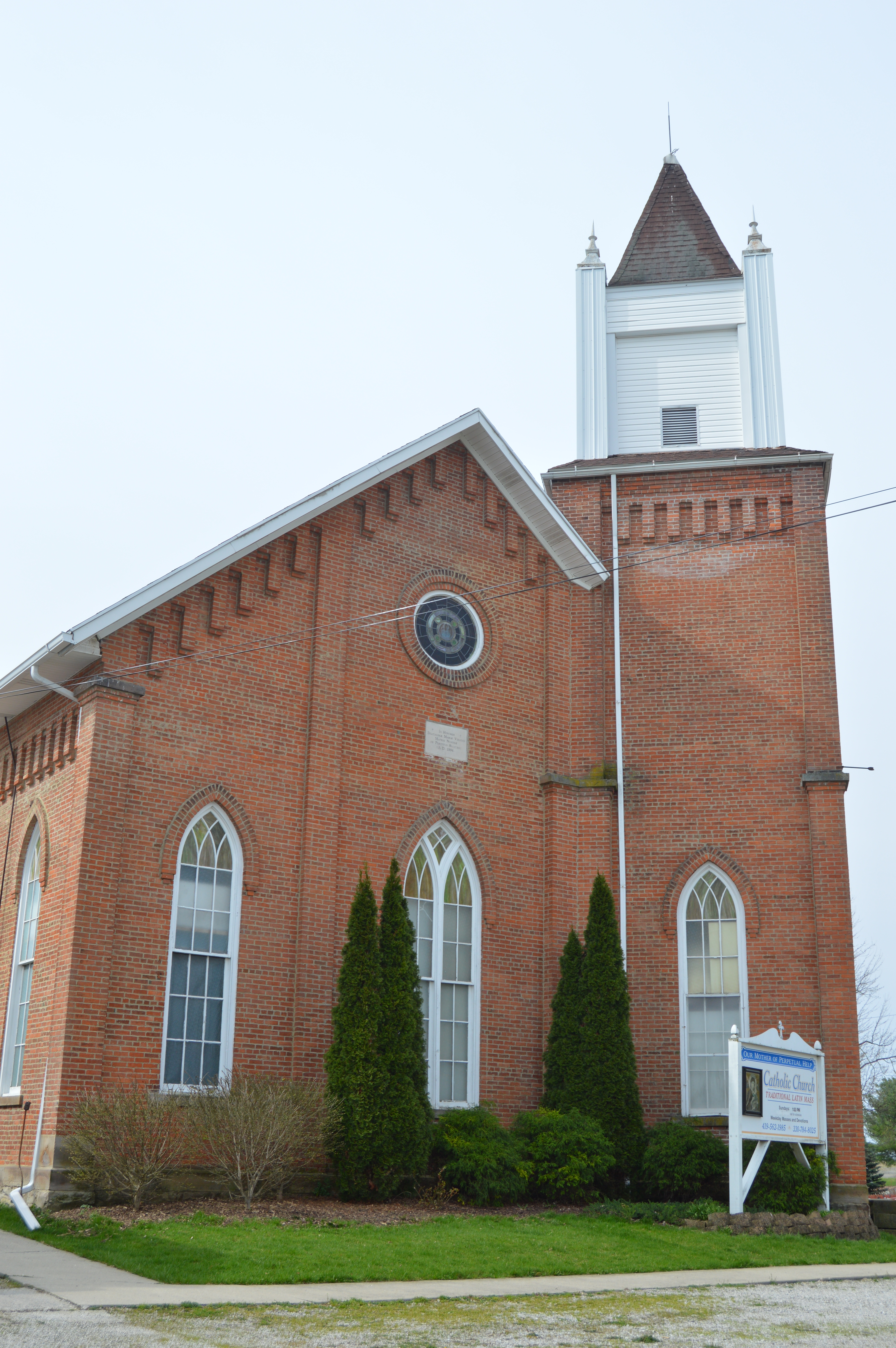
La iglesia de Nuestra Madre de la Ayuda Perpetua, parroquia de la CMRI en Sulphur Springs, Ohio, Estados Unidos.

## Historia
La Congregación de María Reina Inmaculada se formó en 1967 en Coeur d'Alene, Idaho (Estados Unidos), por Francis Schuckardt con la asistencia de Denis Chicoine. En 1969, con la aprobación del Obispo Sylvester Treinen, de la Diócesis de Boise, Shuckardt formó el grupo dentro de una congregación religiosa de hermanas y hermanos. Con la implementación de las reformas del Concilio Vaticano II, Schuckhardt y su grupo llegaron a la conclusión de que Pablo VI no fue un Papa válido y por lo tanto buscaron sacerdotes que compartían su posición teológica.
A principios de 1970 Schuckhardt recibió la ordenación como sacerdote y como obispo de manos de Mons. Daniel P. Brown. A finales de 1970, CMRI adquirió el viejo escolasticado jesuita de San Miguel del Monte en Spokane, Washington, el cual convirtieron en el centro de su congregación. En junio de 1984, Chicoine, con el respaldo de la mayoría de los clérigos y laicos de la congregación, expulsaron a Schuckardt.
El 24 de septiembre de 1991 fue consagrado obispo por Moisés Carmona, un obispo sedevacantista perteneciente al linaje episcopal del vietnamita Pierre Martin Ngô Đình Thục.

## Presente
La Congregación de María Reina Inmaculada atiende a 29 iglesias y capillas en los Estados Unidos, Canadá, Australia, y Nueva Zelanda. También operan el Seminario Mater Dei en Omaha, Nebraska, y casa madre de las Hermanas se encuentra en Spokane, Washington (Mount Saint Michaels Misión). Ellos se han expandido a Canadá, Australia y Nueva Zelandia; América Central y del Sur, con centros en Argentina, Brasil y México, y Europa, con centros de Misa en Inglaterra, Francia, Alemania, Suiza, República Checa, Rusia y Ucrania.

## Superiores generales
- Francis Schuckardt (1967–1984)
- Denis Chicoine (1984–1989)
- Mark Pivarunas (1989–1991)
- Casimir M. Puskorius (1991–1995)
- Mark Pivarunas (1995–presente)